# Issel (Aude)
Issel is een gemeente in het Franse departement Aude (regio Occitanie) en telt 439 inwoners (2004). De plaats maakt deel uit van het arrondissement Carcassonne.
("Issel" is ook de Duitse naam van een rivier: zie Oude IJssel.)

## Geografie
De oppervlakte van Issel bedraagt 17,3 km², de bevolkingsdichtheid is 25,4 inwoners per km².

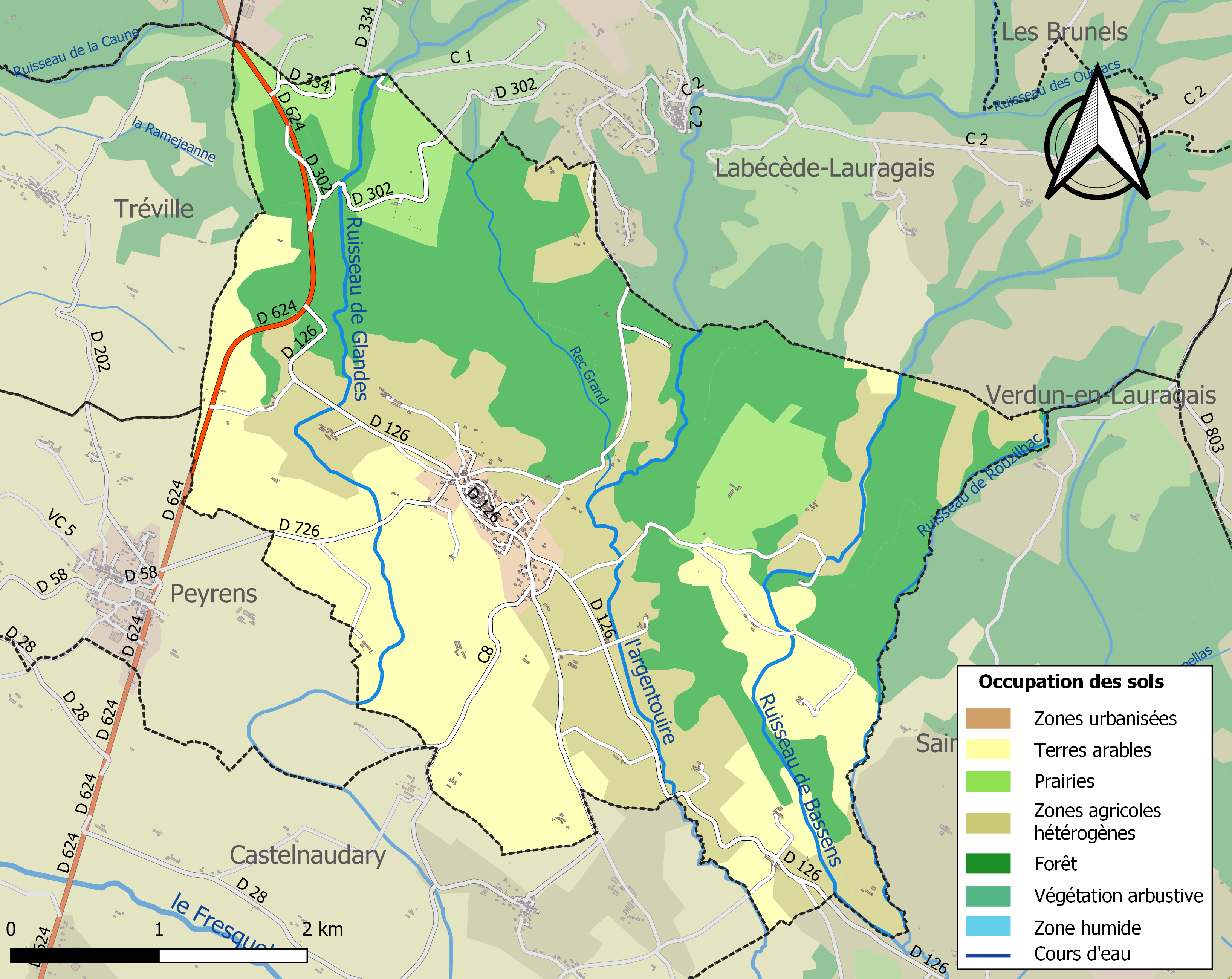
Kaart van de gemeente met de belangrijkste infrastructuur, bodemgebruik en omliggende gemeenten

## Demografie
Onderstaande figuur toont het verloop van het inwonertal (bron: INSEE-tellingen).

Vanwege een beveiligingsprobleem met de MediaWiki Graph-software is het momenteel niet mogelijk deze grafiek weer te geven. Zodra de software is bijgewerkt zal de grafiek vanzelf weer zichtbaar worden.